# Centro Universitário de Lins
A

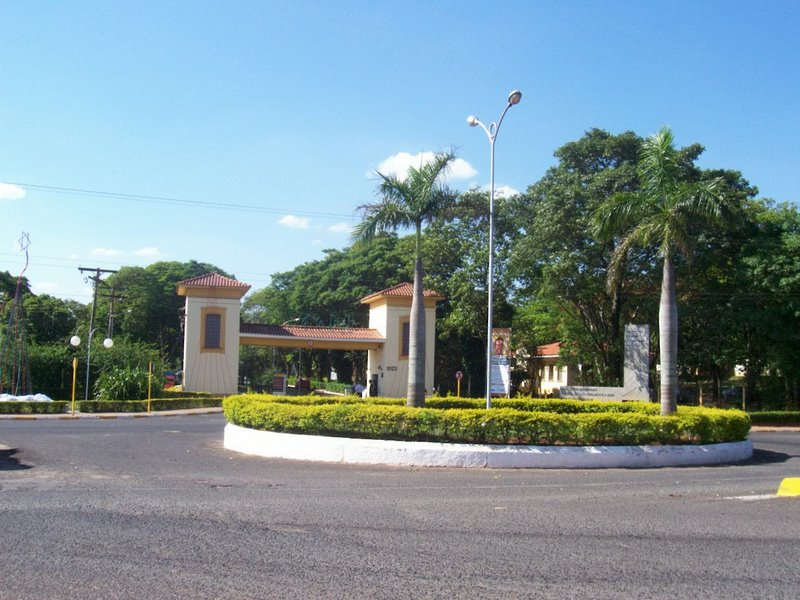
Centro Universitário de Lins.

Fundação Paulista de Tecnologia e Educação, instituição filantrópica sem fins
lucrativos, mantenedora de 3 faculdades, 1 Centro Tecnológico e 1 Escola de
Ensino Fundamental e Médio. Sua estrutura é abrigada num campus com 110 mil
metros quadrados, 13 laboratórios, 3 cursos de pós-graduação, 3 centros de
informática, cerca 25 mil publicações na biblioteca, 10 mil metros quadrados de
área esportiva,  150 vagas distribuídas por 14 residências estudantis.
Tem, hoje, cerca de 2000 alunos.
Tudo
começou em 1958, quando a Instituição Toledo de Ensino, sediada em Bauru,
recebeu da liderança política linense uma área com mais de 110 mil metros
quadrados. Após algumas adaptações foi instalada a Escola Técnica de Lins, em
nível de 2º grau, com o curso profissionalizante de pontes e estradas. Após
demorado processo no Conselho Federal de Educação, a Escola de Engenharia de
Lins foi autorizada a funcionar no ano de 1964. A princípio foram aprovados 99
alunos para as 180 vagas oferecidas. Contando com a colaboração de professores
de São Paulo, a maioria da Escola Politécnica da USP, conseguiu-se manter um
elevado padrão de ensino. Em 1968 formava-se a primeira turma com 15
engenheiros civis e 14 eletricistas.
Em
agosto de 69 a ITE manifestou o desejo de transferir a escola para os
professores. Um grupo de 30 professores aceitou a transferência e, em janeiro
de 70 constituía-se a Sociedade Civil Escola de Engenharia de Lins que, em
1972, foi sucedida em suas finalidades pela Fundação Paulista de Tecnologia e
Educação.
A
Fundação, através de seus laboratórios de prestação de serviços atua nas áreas de
informática, geoprocessamento, construção civil, topografia, eletrônica,
eletrotécnica, controle de qualidade física e química, assistência social. O
seu laboratório de Geoprocessamento está entre os 4 melhores do país e mantém
em seu quadro de pessoal cerca de 200 estagiários das escolas da FPTE. É a
única fundação educacional do Brasil com um laboratório credenciado pelo
INMETRO.
A
Fundação Paulista localiza-se na cidade de Lins, interior do Estado de São
Paulo - 400 km da capital. 
Os cursos de Engenharia, por exemplo, são considerados um dos melhores do país. O corpo docente atual é formado, em sua maioria, por ex-alunos da EEL (Escola de Engenharia de Lins), todos disciplinados por docentes da Escola Politécnica da USP, o que faz com que a qualidade de ensino prevaleça a mesma.
Esse ano, onze cursos da Unilins foram estrelados no Guia do Estudante. A pontuação constará na publicação GE Profissões Vestibular 2016, que passa a circular nas bancas a partir do dia 9 de outubro de 2015.
Destacaram-se, ainda mais, os cursos de Marketing e Sistemas de Informações, com 4 estrelas. Os cursos de Administração, Enfermagem, Engenharia Ambiental, Engenharia Civil, Engenharia de Automação, Engenharia Elétrica, Engenharia Eletrônica, Secretariado Executivo e Serviço Social conseguiram 3 estrelas.
O selo de qualidade do GE é fruto de uma avaliação independente, que atribui de 1 a 5 estrelas, e reforça a qualidade e credibilidade dos cursos.
Dados da Folha RUF, um dos principais avaliadores de qualidade de ensino do país, publicado no dia 14/09/2015:
Administração de Empresas (453º)
Computação (100º)
Enfermagem (425º)
Engenharia Ambiental (112º)
Engenharia Civil (185º)
Engenharia de Controle e Automação (66º)
Engenharia Elétrica (134º)
Propaganda e marketing (172º)
Serviço Social (246º)
Entre os melhores cursos, avaliando de 0 a 200, estão: Engenharia de Controle e Automação, Computação, Engenharia Ambiental, Engenharia Elétrica, Propaganda e marketing e Engenharia Civil, comprovando assim, possuir um excelente padrão de ensino.